# Cap de ses Salines
Cap de ses Salines este o arie protejată (sit de importanță comunitară — SCI, arie de protecție specială avifaunistică — SPA) din Spania întinsă pe o suprafață de 3.726,25 ha, integral pe uscat.

## Localizare
Centrul sitului Cap de ses Salines este situat la coordonatele 39°17′31″N 3°03′31″E / 39.292°N 3.0587°E.

## Înființare
Situl Cap de ses Salines a fost declarat arie de protecție specială avifaunistică în martie 2006 pentru a proteja 1 specie de plante și 12 specii de animale. Situl a fost protejat și ca sit de importanță comunitară în iulie 2000.

## Biodiversitate
Situată în ecoregiunea mediteraneană, aria protejată conține 17 habitate naturale: Phrygana endemică cu Euphorbio-Verbascion, Tufărișuri halofile mediteraneene și termo-atlantice (Sarcocornetea fruticosi), Galerii și tufărișuri riverane sudice (Nerio-Tamaricetea și Securinegion tinctoriae), Pseudostepă cu ierburi și specii anuale de Thero-Brachypodietea, Păduri de Quercus ilex și Quercus rotundifolia, Pășuni mediteraneene udate de apa mării (Juncetalia maritimi), Dune cu tufărișuri sclerofile Cisto-Lavenduletalia, Dune cu vegetație ierboasă Malcolmietalia, Dune mobile cu vegetație embrionară, Faleze cu vegetație de Limonium spp. endemic de pe coastele mediteraneene, Păduri de Olea și Ceratonia, Tufărișuri termo-mediteraneene și de pre-deșert, Dune mobile de-a lungul țărmului cu Ammophila arenaria („dune albe”), Iazuri temporare mediteraneene, Stepe sărăturate mediteraneene (Limonietalia), Dune de coastă cu Juniperus spp., Salicornia și alte specii anuale care populează regiunile mlăștinoase și nisipoase.
La baza desemnării sitului se află mai multe specii protejate:
- plante (1): Helianthemum caput-felis
- păsări (10): fâsă-de-câmp (Anthus campestris), pasărea ogorului (Burhinus oedicnemus), ciocârlie-cu-degete-scurte (Calandrella brachydactyla), erete de stuf (Circus aeruginosus), Galerida theklae, acvilă pitică (Hieraaetus pennatus), piciorong (Himantopus himantopus), vultur pescar (Pandion haliaetus), turturică (Streptopelia turtur), Sylvia sarda
- reptile (2): Podarcis lilfordi, țestoasă bănățeană (Testudo hermanni)